# Николай Татишчев
Николай Дмитриевич Татишчев (на руски: Николай Дмитриевич Татищев) е руски граф, офицер, генерал от пехотата. Участник в Руско-турската война (1877-1878).

## Биография
Николай Татишчев е роден на 15 февруари 1829 г. в Санкт Петербург в семейство от старинния руски дворянски род Татишчеви. Посвещава се на военното поприще. Завършва Училището за гвардейски подпрапорщици и започва действителна военна служба в лейбгвардейския Преображенски полк (1847).
Като млад офицер участва в потушаването на Унгарската революция (1848-1849). По време на Кримската война е в състава на войските, охраняващи Балтийското крайбрежие срещу вероятен британско-френски десант. Служи като ротен командир в лейбгвардейския Преображенски полк и флигел-адютант (1855, 1859). Командир на 9-и Староингерманландски полк (1869).
Участва в Руско-турската война (1877-1878). Бие се храбро с полка за овладяването на Гривицките редути при борбата за Плевен. Отличава се при преминаването на Троянския отряд през Стара планина. Награден е с Орден „Свети Георги“ IV ст. С полка достига до Адрианопол и извършва рекогносцировка на Галиполския полуостров. Повишен е във военно звание генерал-майор и е награден със златно оръжие „За храброст“.
След войната е командир на 2-ра бригада от 32-ра пехотна дивизия (1878) и 2-ра бригада от 1-ва гренадирска дивизия (1881). Повишен е във военно звание генерал-лейтенант с назначение за командир на 29-а пехотна дивизия от 1890 г.
Излиза в оставка със звание генерал от пехотата през 1896 г.